# 小果滨藜属
小果滨藜属（学名：Microgynoecium）是藜科下的一个属，为一年生草本植物。该属仅有小果滨藜（Microgynoecium tibeticum）一种，分布于喜马拉雅山、帕米尔高原及天山。